# Lilla Sådik
Lilla Sådik är en ö nära Själö i Nagu,  Finland. Den ligger i Skärgårdshavet i Pargas stad i den ekonomiska regionen  Åboland i landskapet Egentliga Finland, i den sydvästra delen av landet. Ön ligger omkring 4 kilometer väster om Själö, 4 kilometer norr om Nagu kyrka, 33 kilometer sydväst om Åbo och omkring 170 kilometer väster om Helsingfors. Närmaste allmänna förbindelse är förbindelsebryggan vid Själö som trafikeras av M/S Falkö och M/S Östern.
Öns area är 3,8 hektar och dess största längd är 310 meter i öst-västlig riktning. I omgivningarna runt Lilla Sådik växer i huvudsak barrskog.